# ソルト (映画)
『ソルト』（原題：Salt）は、2010年のアメリカ合衆国のスパイアクションスリラー映画。フィリップ・ノイス監督、カート・ウィマー脚本、アンジェリーナ・ジョリー主演。日本公開は7月31日。
ジョリーは、ロシアの潜入工作員であると非難され自分の汚名を晴らすために逃亡するCIA工作員を演じている。

## あらすじ
アメリカの石油会社に勤めるイヴリン・ソルトは、北朝鮮で活動中にスパイ容疑で当局に拘束され、熾烈な尋問を受けていたが、捕虜交換という形で釈放される。彼女はCIAに所属する女性諜報員であり、国際的なクモの研究者であるマイクを利用し北朝鮮に潜入していた。彼女を救うよう政府に働きかけ、さらに自身がCIA所属のスパイであると告白しても添い遂げたいと伝える彼にイヴリンは心を打たれ、二人は恋愛結婚する。
2年後、表向きは石油会社であるソルトが所属するCIAの元にロシアからの亡命者オルロフが出頭する。イヴリンが尋問するとオルロフは、かつて旧ソ連時代に赤子の時から特殊な訓練を受け、ソビエト連邦の崩壊後もクレムリンの意向とは別にアメリカに潜入している多数のロシアのスパイが一斉に蜂起する時「Xデー」を待っており、その中の1人が近く行われるアメリカ副大統領の葬儀でそこに出席するロシア大統領を暗殺する計画があると話し、更にそのスパイの名は「イヴリン・ソルト」であると告げる。オルロフの語るスパイの経歴はイヴリンの生い立ちと合致しており、嘘発見器も事実である反応を示していた。
尋問を聞いていたCIA防諜部のピーボディはイヴリンが二重スパイではないかと疑うが、イヴリンや上司のテッドは否定する。家にいるはずの夫・マイクと連絡がつかないことが分かった彼女は、オルロフがCIAのビルから逃走した隙をつき、マイクの安否を確認するために自らもCIAから逃走する。なんとか自宅にたどり着くも、マイクが何者かに拉致された痕跡を認めた彼女は、ピーボディらCIAの追跡を必死に振り切る。
翌日、アメリカ副大統領の葬儀の日に葬儀が行われていた教会に彼女は潜入し、ロシア大統領を銃撃する。イヴリンはオルロフの言う通りロシアのスパイであった。
あっけなく逮捕されるイヴリンであったが、護送中にパトカーから逃走し、ロシアのスパイたちの隠れ家に向かいオルロフと再会、計画の進行を伝えられるが、そこで彼女を試すためとして拉致されていたマイクが殺される。静かに激高した彼女はオルロフと仲間のスパイたちを殺害、その後は計画に従ってNATO将校に変装し、オルロフの死を知らない別のスパイ将校と共にホワイトハウスに向かう。
スパイ将校はホワイトハウス内で陽動として自爆し、緊急事態となった事で大統領と閣僚達はホワイトハウス地下の司令室に向かい、イヴリンも司令室を目指す。ロシアに弾道ミサイル発射準備の兆候が見られたことで大統領と閣僚たちは核ミサイル攻撃の準備を行うが、そこにCIA職員として参加していたテッドがシークレットサービスから突如銃を奪って閣僚や職員たちを射殺、「何者だ？」と問う大統領に自分の正体がロシアのスパイであると告げる。
大統領を気絶させ、アメリカを陥れるための核攻撃の準備を進めるテッドのもとにイヴリンが合流するが、その時イヴリンの銃撃により死んだと思われていたロシア大統領が、実は仮死状態にあっただけで生還したというニュースがテレビで流れたのを見たテッドは、イヴリンがマイクに心奪われたことで忠誠心が揺らぎ任務を放棄したと確信し、決別。イヴリンはテッドを襲撃して核攻撃をやめさせ、更に彼を殺害する。
事件後、ヘリでFBIの元へ護送されるイヴリンだったが、機内で尋問するピーポディに黒幕はテッドであり、核攻撃を止めたのは自分で、今後もアメリカに潜む自分からすべてを奪ったロシアのスパイに復讐すると話す。ロシア大統領襲撃時の行動に違和感を感じていたピーポディはそれを信じ、彼の計らいでイヴリンはヘリから脱出しポトマック川に消えるのであった。

## 主な登場人物
イヴリン・ソルト
主人公。ソ連でレスリングのオリンピック代表選手と女流チェス名人の娘として生まれた。しかし、乳児期に高熱で病死したことにされて、ソ連のスパイ養成機関に取り上げられ、子供を忠実なスパイへと養成する「KAプログラム」のもと、スパイ養成施設で育つ。幼いうちにソ連で事故死したアメリカ人一家の子供である「イヴリン・ソルト」に成りすまし、アメリカへと潜入、CIAの諜報員になった。
オルロフの語るこれらの経歴は事実であるが、中盤で実際にロシア大統領を襲撃してオルロフに合流するまでは本当に二重スパイなのかどうかは曖昧に描写されている。
物語の始まる2年前、北朝鮮への潜入任務の際に捕まったが、金正日との交渉によって釈放されアメリカに帰還。マイクには作戦に必要な人間として北朝鮮へ潜入するために近づいたが、自分の身を真剣に愛してくれた彼と本気の恋に落ち結婚する。
オルロフはスパイ養成時代の教官で、彼への尋問を機にロシアのスパイとしての活動を再開したが、本来殺すはずのロシア大統領は、クモの毒で一時的な仮死状態にし殺害したように見せかけただけで、更に計画により核ミサイルを発射しようとしたテッドを阻止した。また、オルロフと再会した際、彼が部下にマイクを殺させたことで激高しオルロフと部下たちを殺害した。
なお、オルロフからは「同志チェンコフ」と呼ばれており、これが（一応の）本名であることが示唆されている。
オルグ・ワシリエヴィッチ・オルロフ
元ソ連軍人。「KAプログラム」の指導者でスパイ養成施設でイヴリンらを育てた。
CIAに出頭し、アメリカに潜入しているロシアのスパイが一斉に攻撃を開始する「Xデー」について話したのち逃亡。隠れ家でイヴリンと再会した際、マイクを殺されて激高した彼女に殺害される。
テッド・ウインター / ニコライ・タルコフスキー
ソルトの上司でCIA諜報員。その正体はソルトと同じく「KAプログラム」によってアメリカに潜入していたロシアのスパイだったが、イヴリンは彼の正体を物語終盤、ホワイトハウスの地下で会うまで知らずにいた。
イヴリンが結婚によりロシアのスパイとしての忠誠心が揺らいだのではないかと疑い、CIAでイヴリンの正体をバラすことと、マイクを誘拐することをオルロフに指示し、彼女を試そうとした。
大統領から奪った核ミサイル発射システムによりテヘランとメッカを核攻撃し、イスラム教徒の怒りをアメリカへ向けさせることでアメリカを崩壊させる計画だったが、イヴリンによって阻止され、最終的に彼女に殺される。
マイク・クラウス
世界有数のクモの研究者。イヴリンは彼の権威と知識を利用し、北朝鮮へ入国するために近づいたが、最終的に2人は本気の恋に落ちて結婚する。捕えられたイヴリンを釈放させるためにアメリカ当局が金正日と交渉したのは本来ならばあり得なかったが、マイクが彼女の身を案じるあまり行動を起こしそうになったのを「大騒ぎになっては困る」という判断から行われたものであった。なお、釈放後のイヴリンはマイクに自分が本物のCIAの諜報員だと明かしているが、それでも彼女を受け入れた器の大きい人物。
オルロフらに拉致され、イヴリンの前で射殺される。
ウィリアム・ピーボディ
CIA防諜部の職員。オルロフの尋問後に逃走したイヴリンを二重スパイだと疑い追跡する。最終的にはテッドが黒幕だというイヴリンの話を信じ、彼女が逃亡する手助けをする。

## キャスト
※括弧内は日本語吹替
- イヴリン・ソルト - アンジェリーナ・ジョリー（湯屋敦子）
- テッド・ウィンター - リーヴ・シュレイバー（東地宏樹）
- ウィリアム・ピーボディ - キウェテル・イジョフォー（竹田雅則）
- オルグ・ワシリエヴィッチ・オルロフ - ダニエル・オルブリフスキー（浦山迅）
- マイク・クラウス - アウグスト・ディール（真殿光昭）
- ハワード・ルイス大統領 - ハント・ブロック（小島敏彦）
- 国防長官 - アンドレ・ブラウアー（中村浩太郎）
- ボリス・マトヴェーエフ露大統領 - オレク・クルパ
- シュナイダー - コリー・ストール（木村雅史）
- ソルトの隣に住む少女 - ヤラ・シャヒディ
- CIAタクティカルリーダー - マイク・コルター

日本語吹替その他出演︰高階俊嗣、森夏姫、永吉ユカ、T.ラック、杉村憲司、小橋知子、まつだ志緒理、居谷四郎、藤吉浩二、佐藤健輔、新田英人、星野健一、河合みのる、乃神亜衣子、衣鳩志野
日本語吹替制作スタッフ 演出：伊達康将、翻訳：徐賀世子、制作：東北新社

## 製作
2007年7月、コロンビア ピクチャーズが『エドウィン・A・ソルト』（Edwin A. Salt）の題で、トム・クルーズ主演で本作を製作するという情報が流れた。脚本はカート・ウィマー、監督にはテリー・ジョージやピーター・バーグが候補に挙がっていたが、最終的にフィリップ・ノイスが抜擢された。2008年にはトム・クルーズが降板し、ソルトの性別を女性に変更してアンジェリーナ・ジョリーが代演し、また、ブライアン・ヘルゲランドが脚本として参加することも決まった。アンジェリーナの希望により、夫のブラッド・ピットがカメオ出演する話があったが、子育てに専念する為に断念された。
Sony Pictures Televisionによりゲームアプリ『SALT: The Official Game』（iPhone/iPod touch向け）が無料で提供。

## テレビ放送
| 回数 | テレビ局   | 番組名（放送枠名） | 放送日         | 放送時間      | 放送分数 | 視聴率 |
| ---- | ---------- | ------------------ | -------------- | ------------- | -------- | ------ |
| １   | 日本テレビ | 金曜ロードSHOW!    | 2012年9月14日  | 21:00 - 22:54 | 114分    | 12.1%  |
| ２   | テレビ朝日 | 日曜洋画劇場       | 2014年7月6日   | 21:00 - 23:10 | 130分    | 12.3%  |
| ３   | 日本テレビ | 金曜ロードSHOW!    | 2016年2月12日  | 21:00 - 22:54 | 114分    | 9.6%   |
| ４   | テレビ東京 | 午後のロードショー | 2017年4月6日   | 13:35 - 15:40 | 125分    | 3.3%   |
| ５   | テレビ東京 | 午後のロードショー | 2019年4月15日  | 13:35 - 15:40 | 125分    | 2.8%   |
| ６   | テレビ東京 | 午後のロードショー | 2020年9月22日  | 13:55 - 15:55 | 120分    |        |
| ７   | テレビ東京 | サタ☆シネ          | 2022年8月14日  | 3:15 - 5:00   | 105分    |        |
| ８   | テレビ東京 | 午後のロードショー | 2023年4月5日   | 13:40 - 15:40 | 120分    |        |
| 9    | 関西テレビ | Cinema Paradiso    | 2024年10月20日 | 02:15 - 04:15 | 120分    |        |

- 視聴率はビデオリサーチ調べ、関東地区・世帯・リアルタイム。